# Hermann Loeb
Hermann Wolfgang Loeb (* 6. Juli 1897 in Trier; † 30. April 1963) war ein deutsch-schweizerischer Kunsthistoriker und Verleger. Er war 1924 Gründer des Prestel Verlags.

## Leben
Hermann Loeb wuchs als Sohn eines Weinhändlers in Trier auf. Dort besuchte er das Kaiser-Wilhelm-Gymnasium, an dem er 1914 das Abitur ablegte. Nach dem Ersten Weltkrieg begann er 1915 sein Studium an der Rheinischen Friedrich-Wilhelms-Universität Bonn mit Mathematik und Rechtswissenschaft, ging dann an die Ruprecht-Karls-Universität Heidelberg zu Heinrich Rickert für Philosophie und Carl Neumann für Kunstgeschichte und weiter nach München an die Ludwig-Maximilians-Universität, wo er Schüler des Kunsthistorikers Heinrich Wölfflin und des Philosophen Moritz Geiger wurde. 1923 promovierte Loeb an der Universität zu Köln bei Max Scheler mit der Dissertation Formen der Geschichtsbetrachtung und deren Anwendung auf die Kunstgeschichte, einem Beitrag zur Klärung der historischen und kunsthistorischen Abstraktionsarten.

## Werk
Während seines Bonner Studiums freundete sich Loeb mit dem Buchhändler und Verleger Friedrich Cohen an und war seitdem dem Buchhandel eng verbunden. Als die 1774 in Frankfurt am Main gegründete Kunsthandlung F. A. C. Prestel für die Mappenwerke der Prestel-Gesellschaft einen Verleger suchte, gründete Loeb 1924 den Prestel Verlag und nahm dort die Tradition der ehemaligen Marées-Gesellschaft auf, in großen Mappenwerken Zeichnungen alter Meister in originalgetreuen Reproduktionen der Wissenschaft und den Liebhabern zugänglich zu machen.
Nach der Machtergreifung der Nationalsozialisten, die ihn aus der Reichsschrifttumskammer ausschlossen, übertrug Loeb den Prestel-Verlag seinem langjährigen Mitarbeiter Hans König und emigrierte 1935 in die Schweiz, wo er in Basel unter Mithilfe des Kunstsammlers Tobias Christ und in Zusammenarbeit mit Prestel den Holbein-Verlag gründete. Dort konnte er die bei Prestel begonnene Reihe von wissenschaftlichen Faksimile-Ausgaben alter Meisterzeichnungen als „Holbein-Bücher“ weiterführen. Auch die Reihe wissenschaftlicher Standardwerke, die Loeb bei Prestel mit dem dreibändigen Tietze-Katalog sämtlicher Werke Albrecht Dürers begonnen hatte, setzte er im Holbein-Verlag fort mit einem dreibändigen Werk über Hans Holbein den Jüngeren von Heinrich Alfred Schmid, einem zweibändigen Leonardo-Werk von Ludwig Heydenreich und der kunstwissenschaftlichen Reihe „Ars Docta“, in der zuletzt ein Band über das anatomische Werk von Leonardo da Vinci erschien. In sechs Bänden führt die Reihe „Schweizer Malerei“ vom 15. bis ins 19. Jahrhundert. Jan Tschichold hat bei Loeb nicht nur seine „Geschichte der Schrift in Bildern“ herausgebracht, sondern auch vier Bände „Chinesische Farbendrucke“. Über 100 Titel sind in den 21 Jahren seines Bestehens im Holbein-Verlag erschienen, viele darunter in französischen und englischen Parallelausgaben, u. a. auch Mappen mit Lichtdruck-Reproduktionen von Werken Paul Klees, Wassily Kandinskys und Marc Chagalls.
1955 gründete Hermann Loeb in Basel den Phoebus-Verlag, in dem u. a. 1959 Kurt Martin in zwei Bänden das Karlsruher „Skizzenbuch des Hans Baldung Grien“ herausgab und 1964 die „Schriften aus 22 Jahren Museumstätigkeit“ von Georg Schmidt, dem langjährigen Direktor des Kunstmuseums Basel erschienen.
Für seine „Holbein-Bücher“ weilte Loeb oft tagelang in der Basler Universitätsbibliothek oder im Kupferstichkabinett, um das Quellenmaterial zu studieren. Verhandlungen über fremdsprachige Ausgaben seiner Bücher führten ihn immer wieder nach Paris, London und New York. Er setzte sich nach dem Zweiten Weltkrieg als einer der ersten dafür ein, dass der Buchverkehr zwischen Deutschland und der Schweiz wieder in Gang kam. An der Basler Buchhändlersschule hat Loeb viele Jahre die Kurse für Verlagskunde geleitet. Urheber- und Verlagsrecht sowie Verlagskalkulation und Buchpreisbindung waren seine Spezialgebiete, zu denen er auch im Schweizer Buchhandel, der Monatsschrift des Schweizer Buchhändler- und Verleger-Verbandes, verschiedene Beiträge veröffentlichte.
Hermann Loeb war mit Anna Maria Cetto und später mit Irmgard Müller verheiratet.